# Temporada 1959-1960 del Liceu
El 22 de novembre de 1959, Renata Tebaldi canta per última vegada al Liceu amb Tosca. La soprano americana Gianna D'Angelo arrasava en aquells anys per la Rambla, per aquest motiu es va programar Lucia dues temporades consecutives. A la primera, va fer juvenil parella amb un Kraus en la seva primera staggione aquí, en la segona, va debutar tardanament (46 anys) un veterà Ferruccio Tagliavini amb el seu estil i fraseig més ensucrat.
| Temporada 1959-1960 del Liceu |                         |                        |                     | |           |                              |
| Òpera                         | Compositor              | Director musical       | Director d'escena   | Papers principals | Producció | Dates                        |
| La sonnambula                 | Vincenzo Bellini        |                        |                     | Gianna D'Angelo |           |                              |
| Cyrano de Bergerac            | Franco Alfano           | Armando la Rosa Parodi |                     | Alfredo Mariotti, Ramon Vinay, Anna de Cavalieri, Piero de Palma, Josep Simorra, Agostino Ferrin                                                                  |           | novembre                     |
| Manon Lescaut                 | Giacomo Puccini         | Angelo Questa          | Carlo Piccinato     | Renata Tebaldi, Umberto Borsò, Manuel Ausensi, Alfredo Mariotti, Piero de Palma, Joan Font, Dídac Monjo, Anna Ricci, Joan Rico, Agustí Montserrat, Miquel Navarro |           | 5, 8, 10 novembre            |
| La bohème                     | Giacomo Puccini         | Armando La Rosa Parodi |                     | Renata Tebaldi, Enriqueta Tarrés, Gianni Raimondi, Josep Simorra, Giuditta Mazzoleni, Agostino Ferrin, Juan Rico                                                  |           | novembre                     |
| Tosca                         | Giacomo Puccini         | Angelo Questa          |                     | Renata Tebaldi, Gian Giacomo Guelfi, Giuseppe Gismondo, Giangiacomo Guelfi, Alfredo Mariotti                                                                      |           | novembre                     |
| Lucia di Lammermoor           | Gaetano Donizetti       | Angelo Questa          |                     | Gianna D'Angelo, Ferruccio Tagliavini, Manuel Ausensi, Ivo Vinco                                                                                                  |           |                              |
| Hänsel und Gretel             | Engelbert Humperdinck   | Siegfried Meik         |                     | Agustín Morales, Maria Teresa Batlle, Rosario Gómez, Francesca Callao, Anna Ricci, Montserrat Bru, Maria Teresa Casabella                                         |           | 19 de desembre               |
| Borís Godunov                 | Modest Mússorgski       |                        |                     | Miroslav Čangalović |           | 29 de desembre al 6 de gener |
| Tristan und Isolde            | Richard Wagner          | Berislav Klobucar      | Walter Jockish      | Ludwig Suthaus/Rudolf Lustig, Ludwig Weber, Gertrude Grob-Prandl, Toni Blankenheim, Joan Rico, Grace Hoffman, Bartomeu Bardagí, Miquel Aguerri                    |           | 4 de gener                   |
| Die Walküre                   | Richard Wagner          |                        |                     | Gertrude Grob-Prandl |           |                              |
| El rapte en el serrall        | Wolfgang Amadeus Mozart | Wilhelm Loibner        | Walter Jockisch     | Mimi Coertse, Walter Geisler, Ludwig Weber, Emmy Loose |           | 7 de gener                   |
| Lohengrin                     | Richard Wagner          | Meinhard Von Zallinger |                     | Regine Crespin, Gertrude Grob-Prandl |           | 22 de gener                  |
| Götterdämmerung               | Richard Wagner          | Berislav Klobucar      | Karlheinz Haberiand | Gertrude Grob-Prandl, Josip Gostic, Kirsten Trane-Petersen, Maya Mayska                                                                                           |           | 23 de gener                  |
| Fidelio                       | Ludwig van Beethoven    | Georges Sébastian      |                     | Lyane Sinek, Walter Geisler, Ernst Alexander Lorenz, Ludwig Wefoer                                                                                                |           | 27 de gener                  |